# Ptychomitrium linearifolium
Ptychomitrium linearifolium är en bladmossart som beskrevs av Hermann Johann O. Reimers och Kyuichi Sakurai 1931. Ptychomitrium linearifolium ingår i släktet atlantmossor, och familjen Ptychomitriaceae. Inga underarter finns listade i Catalogue of Life.